# Dasineura tortilis
Dasineura tortilis är en tvåvingeart som först beskrevs av Bremi 1847.  Dasineura tortilis ingår i släktet Dasineura och familjen gallmyggor. Inga underarter finns listade i Catalogue of Life.